# Comedy Central (Poljska)
Comedy Central Poljska je komedijska televizijska postaja v lasti ViacomCBS Networks EMEAA, ki je del ViacomCBS Domestic Media Networks.